# Isiolo Airport
Isiolo Airport är en flygplats i Kenya.   Den ligger i länet Isiolo, i den centrala delen av landet, 200 km norr om huvudstaden Nairobi. Isiolo Airport ligger 1 130 meter över havet.
Terrängen runt Isiolo Airport är platt åt nordost, men åt sydväst är den kuperad. Runt Isiolo Airport är det ganska tätbefolkat, med 104 invånare per kvadratkilometer. Närmaste större samhälle är Isiolo, 1,9 km nordväst om Isiolo Airport. Omgivningarna runt Isiolo Airport är i huvudsak ett öppet busklandskap.